# Liste des châteaux de la Haute-Vienne
Cet article recense de manière non exhaustive les châteaux (de défense ou d'agrément), maisons fortes, mottes castrales, situés dans le département français de la Haute-Vienne. Il est fait état des inscriptions et classements au titre des monuments historiques.

## Liste
| Icône            | Signification    | Abréviations             | Abréviations                  | Abréviations             | Abréviations           |
| ---------------- | ---------------- | ------------------------ | ----------------------------- | ------------------------ | ---------------------- |
| Château fort     | Château fort     | = Bastide                | = Ferme fortifiée             | = Maison forte           | = (Néo-)Palladianisme  |
| Renaissance      | Renaissance      | = Château gascon         | = Folie (montpelliéraine)     | = Manoir, Gentilhommière | = Résidence épiscopale |
| Domaine viticole | Domaine viticole | = Classicisme, classique | = Forteresse, fort(ification) | = Maison (noble)         | = Style Beaux-Arts     |
| Palais           | Palais           | = Commanderie            | = Gothique (flamboyant)       | = Néo-baroque            | = Style Second Empire  |
| Ruine ou disparu | Ruine, disparu   | = Château pinardier      | = Hôtel particulier           | = Néo-classique          | = Style italianisant   |
|                  |                  | = Demeure seigneuriale   | ... = Style Louis XII...XVI   | = Néo-gothique           | = Style troubadour     |
|                  |                  | = Éclectisme             | = Logis (seigneurial)         | = Néo-Renaissance        | = Villa (de Nice)      |
| Baroque, rococo  | Baroque, rococo  | = Édifice religieux      | = Motte castrale/féodale      | = Pavillon de chasse     | = Styles du XXe siècle |

| Type                                          | Château                                                | Commune                              | Protection                                                                             | Notes                                                  | Coordonnées                 | Illustration |
| --------------------------------------------- | ------------------------------------------------------ | ------------------------------------ | -------------------------------------------------------------------------------------- | ------------------------------------------------------ | --------------------------- | ------------ |
| Demeure seigneuriale · Ruine ou disparu       | La salle d'Arnac                                       | Arnac-la-Poste                       |                                                                                        | Seigneurie                                             |                             |              |
| Château fort · Style troubadour               | Château de Bagnac                                      | Saint-Bonnet-de-Bellac               | Inscrit MH (1975) · Notice no PA00100440                                               | Moyen Âge, XIXe siècle                                 | 46° 09′ 07″ N, 0° 58′ 13″ E |              |
| Classicisme, classique                        | Château des Barthon de Montbas                         | Bellac                               |                                                                                        | XVIIe siècle, hôtel de ville                           | 46° 07′ 17″ N, 1° 02′ 48″ E |              |
| Néo-classique                                 | Château de Beauregard                                  | Boisseuil                            |                                                                                        |                                                        | 45° 46′ 31″ N, 1° 19′ 47″ E |              |
| Classicisme, classique                        | Château de Beauvais                                    | Limoges                              | Classé MH (1990) · Notice no PA00100336                                                | XVIIIe siècle                                          | 45° 51′ 23″ N, 1° 11′ 23″ E |              |
| Château fort · Renaissance                    | Château vieux de Beireix                               | Blond                                |                                                                                        |                                                        | 46° 02′ 25″ N, 1° 02′ 48″ E |              |
| Néo-classique                                 | Château de Beireix                                     | Blond                                |                                                                                        | XIXe siècle                                            | 46° 02′ 29″ N, 1° 02′ 49″ E |              |
| Château fort · Ruine ou disparu               | Château de Bellac (Tour Genebrias)                     | Bellac                               |                                                                                        | Moyen Âge, XVIe siècle                                 | 46° 07′ 08″ N, 1° 02′ 56″ E |              |
| Château fort · Renaissance                    | Château de Bonneval                                    | Coussac-Bonneval                     | Inscrit MH (1960) · Notice no PA00100289                                               | XIVe et XVe siècles, XVIIIe et XIXe siècles, visitable | 45° 30′ 43″ N, 1° 19′ 32″ E |              |
| Classicisme, classique                        | Château de la Borie                                    | Solignac                             | Classé MH (1984) · Inscrit MH (1984) · Notice no PA00100502                            | XVIIe siècle                                           | 45° 46′ 54″ N, 1° 16′ 09″ E |              |
| Manoir, gentilhommière · Néo-classique        | Château du Boucheron                                   | Bosmie-l'Aiguille                    |                                                                                        | XIXe siècle, hôtel de ville                            | 45° 46′ 05″ N, 1° 12′ 57″ E |              |
| Manoir, gentilhommière                        | Domaine de La Bouchie                                  | Aixe-sur-Vienne                      | Notice no IA00123230                                                                   | XVIIe et XVIIIe siècles, XIXe siècle                   | 45° 47′ 17″ N, 1° 06′ 07″ E |              |
| Classicisme, classique                        | Château de Bourdelas                                   | Vicq-sur-Breuilh                     |                                                                                        |                                                        | 45° 39′ 10″ N, 1° 24′ 04″ E |              |
| Motte castrale ou féodale · Ruine ou disparu  | Château de Bré                                         | Coussac-Bonneval (hameau de Bret)    |                                                                                        | XIVe siècle                                            | 45° 30′ 22″ N, 1° 22′ 32″ E |              |
| Maison forte · Gothique (flamboyant)          | Château de Brie                                        | Champagnac-la-Rivière                | Inscrit MH (1984) · Notice no PA00100273                                               | XVe et XVIe siècles                                    | 45° 40′ 32″ N, 0° 53′ 30″ E |              |
| Château fort · Ruine ou disparu               | Château des Cars                                       | Cars                                 | Inscrit MH (1982) · Classé MH (2012) · Notice no PA00100263                            | XVIe et XVIIe siècles, visitable                       | 45° 40′ 47″ N, 1° 04′ 24″ E |              |
| Château fort · Ruine ou disparu               | Château de Châlucet                                    | Saint-Jean-Ligoure                   | Classé MH (1875) · Notice no PA00100255                                                | XIIIe et XIVe siècles, visitable                       | 45° 43′ 56″ N, 1° 18′ 40″ E |              |
| Château fort · Ruine ou disparu               | Château de Châlus-Chabrol                              | Châlus                               | Site inscrit (1944) · Classé MH (1981) · Inscrit MH (1981) · Notice no PA00100268      | XIe et XIIIe siècles, XVIIe siècle, visitable          | 45° 39′ 27″ N, 0° 58′ 45″ E |              |
| Château fort · Ruine ou disparu               | Château de Châlus Maulmont                             | Châlus                               | Classé MH (1981) · Inscrit MH (2000) · Notice no PA00100269                            | XIIIe siècle, visitable                                | 45° 39′ 20″ N, 0° 58′ 42″ E |              |
| Renaissance                                   | Château du Chambon                                     | Bersac-sur-Rivalier                  | Inscrit MH (2001) · Notice no PA87000021                                               | XVIe et XVIIIe siècles                                 | 46° 06′ 03″ N, 1° 27′ 00″ E |              |
| Château fort · Ruine ou disparu               | Tour de Château-Chervix                                | Château-Chervix                      | Classé MH (1945) · Notice no PA00100276                                                | XIIe siècle                                            | 45° 36′ 34″ N, 1° 21′ 14″ E |              |
|                                               | Château de Cloud                                       | Saint-Sylvestre (à hameau de Cloud)  |                                                                                        |                                                        | 45° 58′ 19″ N, 1° 20′ 39″ E |              |
| Classicisme, classique                        | Château de Combas                                      | Vicq-sur-Breuilh                     |                                                                                        | (Famille Dufour de Neuville)                           | 45° 38′ 07″ N, 1° 23′ 26″ E |              |
| Classicisme, classique                        | Château de la Cosse                                    | Veyrac                               | Classé MH (1977) · Inscrit MH (1977) · Notice no PA00100509 · Notice no IA00031532     | XVIIIe siècle                                          | 45° 52′ 26″ N, 1° 07′ 40″ E |              |
| Château fort · Ruine ou disparu               | Château de Courbefy                                    | Bussière-Galant (hameau de Courbefy) |                                                                                        | Moyen Âge, une seule chapelle a été conservée          | 45° 35′ 38″ N, 1° 03′ 06″ E |              |
| Classicisme, classique                        | Château de Crochat                                     | Limoges                              |                                                                                        |                                                        | 45° 47′ 54″ N, 1° 17′ 35″ E |              |
| Manoir, gentilhommière                        | Manoir de La Croix du Breuil                           | Bessines-sur-Gartempe                |                                                                                        | Moyen Âge                                              | 46° 07′ 52″ N, 1° 22′ 20″ E |              |
| Château fort · Classicisme, classique         | Château de Cromières                                   | Cussac                               | Inscrit MH (1992) · Notice no PA00100527                                               | XIIIe et XVe siècles, XVIIe siècle                     | 45° 42′ 43″ N, 0° 49′ 59″ E |              |
| Styles xxe siècle                             | Château de Crouzy                                      | Boisseuil                            |                                                                                        |                                                        | 45° 46′ 11″ N, 1° 19′ 44″ E |              |
| Néo-classique                                 | Château de Drouilles                                   | Blond                                |                                                                                        | XIXe siècle                                            | 46° 04′ 09″ N, 1° 03′ 55″ E |              |
|                                               | Château des Ducs                                       | Mortemart                            |                                                                                        |                                                        |                             |              |
| Classicisme, classique                        | Château des Essarts                                    | Limoges (Beaune-les-Mines)           | Inscrit MH (1996) · Notice no PA87000001                                               | XVIIe et XIXe siècles                                  | 45° 53′ 55″ N, 1° 18′ 19″ E |              |
|                                               | Château d'Estivaux (Eytivaud)                          | Veyrac                               |                                                                                        | XVIIIe siècle                                          |                             |              |
| Château fort · Renaissance                    | Château d'Etivaud                                      | Vicq-sur-Breuilh                     | Inscrit MH (1996) · Notice no PA87000006                                               | XIVe et XVe siècles, XVIIe siècle                      | 45° 37′ 51″ N, 1° 21′ 07″ E |              |
|                                               | Château d'Eyjeaux                                      | Eyjeaux                              |                                                                                        |                                                        |                             |              |
| Maison forte                                  | Logis de Fargeas                                       | Vicq-sur-Breuilh                     | Inscrit MH (1992) · Notice no PA00100532                                               | XVIIe siècle                                           | 45° 40′ 32″ N, 1° 25′ 04″ E |              |
| Classicisme, classique                        | Château de La Faugeras                                 | Boisseuil                            |                                                                                        |                                                        | 45° 46′ 25″ N, 1° 18′ 08″ E |              |
| Néo-classique                                 | Château de Faugeras                                    | Limoges                              |                                                                                        | XVIIIe siècle                                          | 45° 51′ 08″ N, 1° 17′ 22″ E |              |
|                                               | Château de Faye                                        | Flavignac                            | Inscrit MH (2000) · Notice no PA87000016                                               | XVIIIe siècle                                          |                             |              |
| Néo-gothique                                  | Château de Feytiat                                     | Feytiat                              |                                                                                        | Marie                                                  | 45° 48′ 37″ N, 1° 19′ 34″ E |              |
| Néo-classique                                 | Château de Fontgeaudrant                               | Limoges                              |                                                                                        |                                                        | 45° 48′ 04″ N, 1° 16′ 04″ E |              |
|                                               | Château du Fraisse                                     | Nouic                                |                                                                                        |                                                        |                             |              |
| Styles xxe siècle                             | Château de Fredaigue                                   | Nantiat                              |                                                                                        |                                                        | 46° 00′ 58″ N, 1° 11′ 14″ E |              |
| Néo-classique                                 | Château de La Garenne                                  | Boisseuil                            |                                                                                        |                                                        | 45° 45′ 32″ N, 1° 19′ 19″ E |              |
|                                               | Château de Gigondas                                    | Isle                                 |                                                                                        |                                                        |                             |              |
|                                               | Château de Lage-Ponnet                                 | Bersac-sur-Rivalier                  |                                                                                        |                                                        |                             |              |
| Château fort · Ruine ou disparu               | Château du Larron                                      | Saint-Julien-le-Petit                |                                                                                        | visitable                                              | 45° 49′ 15″ N, 1° 42′ 58″ E |              |
| Château fort · Ruine ou disparu               | Château de Lastours                                    | Rilhac-Lastours                      |                                                                                        | visitable                                              |                             |              |
| Classicisme, classique                        | Château de Laugerie                                    | Feytiat                              | Inscrit MH (1979) · Notice no PA00100310                                               | XVIIe et XVIIIe siècles                                | 45° 49′ 38″ N, 1° 20′ 18″ E |              |
| Néo-classique                                 | Château de Lavergne                                    | Nantiat                              |                                                                                        |                                                        | 46° 00′ 01″ N, 1° 10′ 48″ E |              |
| Néo-classique                                 | Château des Leszes                                     | Nantiat                              |                                                                                        | Domaine des Leszes, hôtel                              | 45° 59′ 13″ N, 1° 10′ 46″ E |              |
|                                               | Château de Leychoisier                                 | Bonnac-la-Côte                       |                                                                                        |                                                        |                             |              |
|                                               | Château de Leymarie                                    | Beynac / Saint-Martin-le-Vieux       | Inscrit MH (1988) · Notice no PA00100480 · Notice no PA00100251 · Notice no IA00123015 |                                                        |                             |              |
| Renaissance                                   | Château de Losmonerie                                  | Aixe-sur-Vienne                      | Inscrit MH (2009) · Notice no PA87000033 · Notice no IA00123231                        | XVIIe siècle et XVIIIe siècle                          |                             |              |
|                                               | Tour de Lubignac                                       | Arnac-la-Poste                       |                                                                                        | XIVe et XVe siècles                                    |                             |              |
| Néo-classique                                 | Château de Maillofray                                  | Blond                                |                                                                                        |                                                        | 46° 02′ 17″ N, 1° 01′ 08″ E |              |
|                                               | Château de Marval                                      | Marval                               | Inscrit MH (1988) · Notice no PA00100387                                               |                                                        |                             |              |
| Styles xxe siècle                             | Château du Mas Cerisé                                  | Feytiat                              |                                                                                        |                                                        | 45° 48′ 41″ N, 1° 19′ 47″ E |              |
|                                               | Château du Mas de l'Age                                | Couzeix                              |                                                                                        |                                                        |                             |              |
|                                               | Château du Mazeau                                      | Rempnat                              |                                                                                        |                                                        |                             |              |
| Château fort · Ruine ou disparu               | Château de Monismes                                    | Bessines-sur-Gartempe                | Inscrit MH (1992) · Notice no PA00100526                                               | XIIIe et XVe siècles                                   | 46° 04′ 04″ N, 1° 19′ 07″ E |              |
|                                               | Château de Montagrier                                  | Saint-Bonnet-de-Bellac               |                                                                                        |                                                        |                             |              |
|                                               | Château de Montauran                                   | Nantiat                              |                                                                                        |                                                        | 45° 59′ 28″ N, 1° 11′ 50″ E |              |
| Château fort                                  | Château de Montautre (Montôtre)                        | Fromental                            |                                                                                        |                                                        | 46° 10′ 26″ N, 1° 27′ 02″ E |              |
| Château fort                                  | Château de Montbrun                                    | Dournazac                            |                                                                                        | visitable                                              |                             |              |
|                                               | Château du Monteil                                     | Arnac-la-Poste                       |                                                                                        |                                                        |                             |              |
| Maison (noble)                                | Château de Montmagner (Montmagnier)                    | Arnac-la-Poste                       | Inscrit MH (1973) · Notice no PA00100239                                               | XIVe siècle                                            | 46° 14′ 50″ N, 1° 23′ 09″ E |              |
|                                               | Château de Montméry                                    | Ambazac                              | Classé MH (1991, 1995) · Inscrit MH (1991) · Notice no PA00100235                      | XIXe siècle                                            |                             |              |
|                                               | Château de Nexon                                       | Nexon                                |                                                                                        |                                                        |                             |              |
|                                               | Château de Nieul                                       | Nieul                                |                                                                                        |                                                        |                             |              |
| Logis                                         | Logis de Nouailhas                                     | Vicq-sur-Breuilh                     | Inscrit MH (1992) · Notice no PA00100531                                               | XVIIe siècle                                           | 45° 39′ 14″ N, 1° 22′ 04″ E |              |
|                                               | Château d'Oreix                                        | Arnac-la-Poste                       |                                                                                        |                                                        |                             |              |
| Classicisme, classique                        | Le Petit Château                                       | Vicq-sur-Breuilh                     |                                                                                        | (Famille de Blomac)                                    | 45° 39′ 03″ N, 1° 22′ 51″ E |              |
|                                               | Manoir du Puy-Martin                                   | Blanzac                              |                                                                                        |                                                        |                             |              |
|                                               | Château de Puymesnil                                   | Azat-le-Ris                          |                                                                                        |                                                        |                             |              |
| Classicisme, classique                        | Château de Puymori                                     | Vicq-sur-Breuilh                     |                                                                                        |                                                        | 45° 40′ 03″ N, 1° 22′ 13″ E |              |
|                                               | Château du Puytison                                    | Feytiat                              |                                                                                        |                                                        | 45° 47′ 58″ N, 1° 19′ 47″ E |              |
|                                               | Château de Ris-Chauveron                               | Azat-le-Ris                          |                                                                                        | donjon carré XIVe siècle château XIXe siècle           |                             |              |
|                                               | Château de La Rivière-aux-Seigneurs                    | Augne                                | Notice no IA00031188                                                                   |                                                        |                             |              |
|                                               | Château de Rochechouart                                | Rochechouart                         |                                                                                        | visitable                                              |                             |              |
| Néo-classique                                 | Château de La Ronze                                    | Blond                                |                                                                                        |                                                        | 46° 02′ 50″ N, 1° 01′ 13″ E |              |
| Néo-classique                                 | Château de Saint-Antoine                               | Bonnac-la-Côte                       |                                                                                        |                                                        | 45° 56′ 26″ N, 1° 18′ 44″ E |              |
| Néo-classique                                 | Château de Saint-Lazare                                | Limoges                              |                                                                                        |                                                        | 45° 48′ 28″ N, 1° 17′ 48″ E |              |
|                                               | Château de Salvanet                                    | Saint-Priest-Taurion                 |                                                                                        |                                                        |                             |              |
|                                               | Château de Teillet                                     | Bonnac-la-Côte                       |                                                                                        |                                                        |                             |              |
|                                               | Châteaux de Trasforêt                                  | Ambazac                              |                                                                                        |                                                        |                             |              |
| Classicisme, classique                        | Château de Traslage                                    | Vicq-sur-Breuilh                     | Inscrit MH (1992) · Notice no PA00100533                                               | XVIIe et XIXe siècles                                  | 45° 41′ 15″ N, 1° 23′ 45″ E |              |
|                                               | Château de Vauguenige                                  | Saint Pardoux                        |                                                                                        |                                                        |                             |              |
| Château fort · Ruine ou disparu               | Château des vicomtes de Limoges (Tour Jeanne d'Albret) | Aixe-sur-Vienne                      | Inscrit MH (2000) · Notice no PA87000012                                               | XIIIe siècle, démoli au début du XIXe siècle           | 45° 47′ 47″ N, 1° 08′ 32″ E |              |
| Château fort · Ruine ou disparu · Renaissance | Château de Vicq-sur-Breuilh (Le vieux château)         | Vicq-sur-Breuilh                     | Inscrit MH (1996) · Notice no PA87000005                                               | Moyen Âge, XVIe siècle                                 | 45° 38′ 50″ N, 1° 23′ 07″ E |              |
| Ruine ou disparu                              | Manoir de Gourgauderie                                 | Saint-Germain-les-Belles             | Inscrit MH (1992) · Notice no PA00100530                                               | XVIIe – XVIIIe siècle                                  | 45° 36′ 18″ N, 1° 29′ 06″ E |              |